# Samuel Fitwi Sibhatu
Samuel Fitwi Sibhatu (* 1. Januar 1996 in Mai Weyni in Eritrea) ist ein deutscher Leichtathlet.

## Leben
Im Alter von 17 Jahren floh Sibhatu mit einer aus vier Personen bestehenden Gruppe Gleichaltriger vor dem Militärregime aus seinem Heimatland Eritrea nach Köln. Nach seiner Flucht wurde er in Stadtkyll, Rheinland-Pfalz, von einer Familie aufgenommen und lebte dort. 2018 erlangte er die deutsche Staatsbürgerschaft.
2022 trat Sibhatu bei den Europameisterschaften in München über die 10.000 Meter an, wo er mit einer neuen persönlichen Bestleistung von 28:03,92 min den 9. Platz belegte. 2023 erzielte Sibhatu beim Berlin-Marathon in 2:08:28 h eine persönliche Bestzeit. Auf der ewigen deutschen Bestenliste lag er damit auf dem vierten Platz.
Anfang 2023 wechselte er von der LG Vulkaneifel zum Verein Silvesterlauf Trier.
Am 7. Januar 2024 stellte Sibhatu als Fünfter des Dubai-Marathons mit 2:06:27 h eine neue persönliche Bestzeit auf und unterbot dabei die Olympianorm. Bei den Europameisterschaften 2024 in Rom belegte Sibhatu im Halbmarathon in 1:01:17 h den 5. Platz und holte mit dem Team die Bronzemedaille. Beim Marathonlauf der Olympischen Spiele 2024 in Paris erreichte er mit einer Zeit von 2:09:50 h den 15. Platz. Am 1. Dezember 2024 stellte er beim Valencia-Marathon in neuer persönlicher Bestzeit von 2:04:56 h einen neuen deutschen Rekord im Marathonlauf auf.

## Bestleistungen
(Stand: 1. Dezember 2024)
- 5000 m: 13:35,56 min, 15. August 2020, Dortmund
- 10.000 m: 28:03,92 min, 21. August 2022, München
- 5 km: 13:32 min, 14. Februar 2021, Monaco
- 8 km: 22:54 min, 31. Dezember 2019, Trier
- 10 km: 28:00 min, 7. März 2021, Berlin
- Halbmarathon: 1:01:17 h, 9. Juni 2024, Rom
- Marathon: 2:04:56 h, 1. Dezember 2024, Valencia